# Stone Island
Stone Island est une marque vestimentaire italienne créée en 1982 par Massimo Osti. La marque s'est fait connaître pour son travail et ses expériences sur des matériaux originaux tels que des bâches de camions. Sa maîtrise de la teinture des vêtements déjà confectionnés et une grande technicité dans les procédés de fabrication, ont fait le renom de Stone Island.
L’écusson brodée en tissu caractérise les vêtements Stone Island, il transpose la rose des vents à la manière d’un écusson militaire.

## Histoire
En décembre 2020, le groupe Moncler fait l'acquisition de Stone Island pour 1,15 milliard d'euros,.

## Galerie

Autre logo de Stone Island
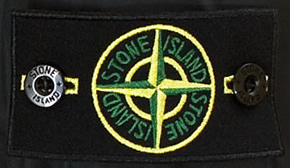
L’écusson caractérisant les vêtements Stone Island.